# Hakob Tonoyani anvan Sowpergavat' 2016
La Hakob Tonoyan Super Cup 2016 è stata la diciannovesima edizione della supercoppa armena di calcio.
L'Alaškert vinse il campionato, mentre il Banants vinse la coppa nazionale
L'incontro si giocò il 24 settembre 2016 e vinse l'Alaškert, al suo primo titolo, ai calci di rigore.

## Tabellino
| Arbitro: | Hovhannisyan (Erevan) |

|                                                               |                      |                                           |
| Art'owr Edigaryan 52’                                         | Marcatori            | 45’ Laércio                               |
| Art'owr Edigaryan Minasyan Artak Edigaryan Voskanyan Kasparov | Tiri di rigore 3 – 2 | Torrejón Adams Minasyan Chačmazov Laércio |